# Ivan Dodig
Ivan Dodig (Međugorje, Iugoslàvia, 2 de gener de 1985) és un jugador de tennis croat.
En la seua carrera ha conquerit un títol individual del circuit ATP i quinze altre en dobles, on ha destacat principalment. Va arribar al número 29 del rànquing individual, i al número 4 en el rànquing de dobles. En el seu palmarès destaquen quatre títols de Grand Slam, un en dobles masculins amb Marcelo Melo i tres en dobles mixts junt a Latisha Chan. És habitual de l'equip croat de la Copa Davis, amb el qual va aconseguir guanyar el títol l'any 2018.
Va començar la seva carrera esportiva defensant Bòsnia i Herzegovina fins a l'any 2008, des de llavors competeix per Croàcia.

## Biografia
Fill de Tomislav Dodig i Davorka. Té dos germans anomenats Zeljko i Mladen, ambdós són entrenadors de tennis i, concretament Mladen, el seu entrenador. Va néixer a Međugorje, que en aquell moment pertanyia a la República Socialista de Bòsnia i Hercegovina (Iugoslàvia) i, actualment a Bòsnia i Hercegovina.
El 16 de novembre de 2013 es va casar amb Maja Ćubela. La parella té dos fills, Petar (2014) i Josip (2016).

## Torneigs de Grand Slam

### Dobles masculins: 5 (3−2)
| Resultat  | Núm. | Any  | Torneig           | Parella         | Oponents                          | Marcador            |
| --------- | ---- | ---- | ----------------- | --------------- | --------------------------------- | ------------------- |
| Finalista | 1.   | 2013 | Wimbledon         | Marcelo Melo    | Bob Bryan Mike Bryan              | 6−3, 3−6, 4−6, 4−6  |
| Guanyador | 1.   | 2015 | Roland Garros     | Marcelo Melo    | Bob Bryan Mike Bryan              | 6−7(5), 7−6(5), 7−5 |
| Guanyador | 2.   | 2021 | Open d'Austràlia  | Filip Polášek   | Rajeev Ram Joe Salisbury          | 6−3, 6−4            |
| Finalista | 2.   | 2022 | Roland Garros     | Austin Krajicek | Marcelo Arévalo Jean-Julien Rojer | 7−6(4), 6−7(5), 3−6 |
| Guanyador | 3.   | 2023 | Roland Garros (2) | Austin Krajicek | Sander Gillé Joran Vliegen        | 6−3, 6−1            |

### Dobles mixts: 6 (4−2)
| Resultat  | Núm. | Any  | Torneig           | Parella             | Oponents                            | Marcador            |
| --------- | ---- | ---- | ----------------- | ------------------- | ----------------------------------- | ------------------- |
| Finalista | 1.   | 2016 | Roland Garros     | Sania Mirza         | Martina Hingis Leander Paes         | 6−4, 4−6, [8−10]    |
| Finalista | 2.   | 2017 | Open d'Austràlia  | Sania Mirza         | Abigail Spears Juan Sebastián Cabal | 2−6, 4−6            |
| Guanyador | 1.   | 2018 | Roland Garros     | Latisha Chan        | Gabriela Dabrowski Mate Pavić       | 6−1, 6−7(5), [10−8] |
| Guanyador | 2.   | 2019 | Roland Garros (2) | Latisha Chan        | Gabriela Dabrowski Mate Pavić       | 6−1, 7−6(5)         |
| Guanyador | 3.   | 2019 | Wimbledon         | Latisha Chan        | Jeļena Ostapenko Robert Lindstedt   | 6−2, 6−3            |
| Guanyador | 4.   | 2022 | Open d'Austràlia  | Kristina Mladenovic | Jaimee Fourlis Jason Kubler         | 6−3, 6−4            |

## Jocs Olímpics

### Dobles masculins
| Any  | Campionat                   | Parella     | Oponents                 | Resultat         |
| ---- | --------------------------- | ----------- | ------------------------ | ---------------- |
| 2020 | Jocs Olímpics, Tòquio, Japó | Marin Čilić | Nikola Mektić Mate Pavić | 4−6, 6−3, [6−10] |

## Palmarès

### Individual: 2 (1−1)
| Llegenda                          |
| --------------------------------- |
| Grand Slams (0−0)                 |
| ATP Finals (0−0)                  |
| ATP World Tour Masters 1000 (0−0) |
| ATP World Tour 500 (0−0)          |
| ATP World Tour 250 (1−1)          |

| Títols per superfície |
| --------------------- |
| Dura (1−0)            |
| Gespa (0−1)           |
| Terra batuda (0−0)    |

| Resultat  | Núm. | Data                | Torneig                         | Superfície | Oponent         | Marcador |
| --------- | ---- | ------------------- | ------------------------------- | ---------- | --------------- | -------- |
| Guanyador | 1.   | 6 de febrer de 2011 | Zagreb, Croàcia                 | Dura (i)   | Michael Berrer  | 6−3, 6−4 |
| Finalista | 1.   | 18 de juny de 2011  | 's-Hertogenbosch, Països Baixos | Gespa      | Dmitry Tursunov | 3−6, 2−6 |

### Dobles masculins: 54 (24−30)
| Llegenda                          |
| --------------------------------- |
| Grand Slams (3−2)                 |
| Jocs Olímpics Argent (1)          |
| ATP Finals (0−1)                  |
| ATP World Tour Masters 1000 (6−7) |
| ATP World Tour 500 (9−6)          |
| ATP World Tour 250 (6−13)         |

| Títols per superfície |
| --------------------- |
| Dura (16−21)          |
| Gespa (1−4)           |
| Terra batuda (7−5)    |

| Resultat  | Núm. | Data                   | Torneig                                    | Superfície   | Parella                | Oponents                              | Marcador               |
| --------- | ---- | ---------------------- | ------------------------------------------ | ------------ | ---------------------- | ------------------------------------- | ---------------------- |
| Finalista | 1.   | 5 de febrer de 2012    | Zagreb, Croàcia                            | Dura (i)     | Mate Pavić             | Markos Bagdatís Mikhaïl Iujni         | 2−6, 2−6               |
| Finalista | 2.   | 26 de febrer de 2012   | Memphis, Estats Units                      | Dura (i)     | Marcelo Melo           | Max Mirnyi Daniel Nestor              | 6−4, 5−7, [7−10]       |
| Finalista | 3.   | 10 de febrer de 2013   | Zagreb (2)                                 | Dura (i)     | Mate Pavić             | Julian Knowle Filip Polášek           | 3−6, 3−6               |
| Finalista | 4.   | 7 de juliol de 2013    | Wimbledon, Regne Unit                      | Gespa        | Marcelo Melo           | Bob Bryan Mike Bryan                  | 6−3, 3−6, 4−6, 4−6     |
| Guanyador | 1.   | 13 d'octubre de 2013   | Xangai, Xina                               | Dura         | Marcelo Melo           | David Marrero Fernando Verdasco       | 7−6(2), 6−7(6), [10−2] |
| Finalista | 5.   | 20 d'abril de 2014     | Montecarlo, Mònaco                         | Terra batuda | Marcelo Melo           | Bob Bryan Mike Bryan                  | 3−6, 6−3, [8−10]       |
| Finalista | 6.   | 10 d'agost de 2014     | Toronto, Canadà                            | Dura         | Marcelo Melo           | Alexander Peya Bruno Soares           | 4−6, 3−6               |
| Finalista | 7.   | 5 d'octubre de 2014    | Tòquio, Japó                               | Dura         | Marcelo Melo           | P-H. Herbert Michał Przysiężny        | 3−6, 7−6(3), [5−10]    |
| Finalista | 8.   | 16 de novembre de 2014 | ATP World Tour Finals, Londres, Regne Unit | Dura (i)     | Marcelo Melo           | Bob Bryan Mike Bryan                  | 7−6(5), 2−6, [7−10]    |
| Guanyador | 2.   | 28 de febrer de 2015   | Acapulco, Mèxic                            | Dura         | Marcelo Melo           | Mariusz Fyrstenberg Santiago González | 7−6(2), 5−7, [10−3]    |
| Guanyador | 3.   | 7 de juny de 2015      | Roland Garros, França                      | Terra batuda | Marcelo Melo           | Bob Bryan Mike Bryan                  | 6−7(5), 7−6(5), 7−5    |
| Finalista | 9.   | 9 d'agost de 2015      | Washington DC, Estats Units                | Dura         | Marcelo Melo           | Bob Bryan Mike Bryan                  | 4−6, 2−6               |
| Guanyador | 4.   | 8 de novembre de 2015  | París, França                              | Dura (i)     | Marcelo Melo           | Vasek Pospisil Jack Sock              | 2−6, 6−3, [10−5]       |
| Finalista | 10.  | 25 de juny de 2016     | Nottingham, Regne Unit                     | Gespa        | Marcelo Melo           | Dominic Inglot Daniel Nestor          | 5−7, 6−7(4)            |
| Guanyador | 5.   | 31 de juliol de 2016   | Toronto                                    | Dura         | Marcelo Melo           | Jamie Murray Bruno Soares             | 6−4, 6−4               |
| Guanyador | 6.   | 21 d'agost de 2016     | Cincinnati, Estats Units                   | Dura         | Marcelo Melo           | Jean-Julien Rojer Horia Tecău         | 7−6(5), 6−7(5), [10−6] |
| Guanyador | 7.   | 19 de febrer de 2017   | Rotterdam, Països Baixos                   | Dura (i)     | Marcel Granollers      | Wesley Koolhof Matwé Middelkoop       | 7−6(5), 6−3            |
| Finalista | 11.  | 21 de maig de 2017     | Roma, Itàlia                               | Terra batuda | Marcel Granollers      | P-H. Herbert Nicolas Mahut            | 6−4, 4−6, [3−10]       |
| Guanyador | 8.   | 30 de juliol de 2017   | Hamburg, Alemanya                          | Terra batuda | Mate Pavić             | Pablo Cuevas Marc López               | 6−3, 6−4               |
| Finalista | 12.  | 13 d'agost de 2017     | Mont-real (2)                              | Dura         | Rohan Bopanna          | P-H. Herbert Nicolas Mahut            | 4−6, 6−3, [6−10]       |
| Guanyador | 9.   | 29 d'octubre de 2017   | Basilea, Suïssa                            | Dura (i)     | Marcel Granollers      | Fabrice Martin É. Roger-Vasselin      | 7−5, 7−6(6)            |
| Finalista | 13.  | 5 de novembre de 2017  | París                                      | Dura (i)     | Marcel Granollers      | Łukasz Kubot Marcelo Melo             | 6−7(3), 6−3, [6−10]    |
| Guanyador | 10.  | 6 de maig de 2018      | Múnic, Alemanya                            | Terra batuda | Rajeev Ram             | Nikola Mektić Alexander Peya          | 6−3, 7−5               |
| Finalista | 14.  | 26 de maig de 2018     | Ginebra, Suïssa                            | Terra batuda | Rajeev Ram             | Oliver Marach Mate Pavić              | 6−3, 6−7(3), [9−11]    |
| Guanyador | 11.  | 30 de setembre de 2018 | Chengdu, Xina                              | Dura         | Mate Pavić             | Austin Krajicek J. Nedunchezhiyan     | 6−2, 6−4               |
| Guanyador | 12.  | 10 de febrer de 2019   | Montpeller, França                         | Dura (i)     | Édouard Roger-Vasselin | Benjamin Bonzi Antoine Hoang          | 6−4, 6−3               |
| Guanyador | 13.  | 25 de maig de 2019     | Lió, França                                | Terra batuda | Édouard Roger-Vasselin | Ken Skupski Neal Skupski              | 6−4, 6−3               |
| Finalista | 15.  | 29 de juny de 2019     | Antalya, Turquia                           | Gespa        | Filip Polášek          | Jonathan Erlich Artem Sitak           | 3−6, 4−6               |
| Guanyador | 14.  | 18 d'agost de 2019     | Cincinnati (2)                             | Dura         | Filip Polášek          | J.S. Cabal Robert Farah               | 4−6, 6−4, [10−6]       |
| Guanyador | 15.  | 6 d'octubre de 2019    | Pequín, Xina                               | Dura         | Filip Polášek          | Łukasz Kubot Marcelo Melo             | 6−3, 7−6(4)            |
| Finalista | 16.  | 18 de gener de 2020    | Adelaida, Austràlia                        | Dura         | Filip Polášek          | Máximo González Fabrice Martin        | 6−7(12), 3−6           |
| Finalista | 17.  | 27 de setembre de 2020 | Hamburg                                    | Terra batuda | Mate Pavić             | John Peers Michael Venus              | 3−6, 4−6               |
| Finalista | 18.  | 12 de gener de 2021    | Antalya (2)                                | Dura         | Filip Polášek          | Nikola Mektić Mate Pavić              | 2−6, 4−6               |
| Guanyador | 16.  | 21 de febrer de 2021   | Open d'Austràlia, Austràlia                | Dura         | Filip Polášek          | Rajeev Ram Joe Salisbury              | 6−3, 6−4               |
| Finalista | 19.  | 1 d'agost de 2021      | Jocs Olímpics, Tòquio, Japó                | Dura         | Marin Čilić            | Nikola Mektić Mate Pavić              | 4−6, 6−3, [6−10]       |
| Finalista | 20.  | 28 d'agost de 2021     | Winston-Salem, Estats Units                | Dura         | Austin Krajicek        | Marcelo Arévalo Matwé Middelkoop      | 7−6(5), 5−7, [6−10]    |
| Finalista | 21.  | 9 de gener de 2022     | Adelaida (2)                               | Dura         | Marcelo Melo           | Rohan Bopanna R. Ramanathan           | 6−7(6), 1−6            |
| Guanyador | 17.  | 21 de maig de 2022     | Lió (2)                                    | Terra batuda | Austin Krajicek        | Máximo González Marcelo Melo          | 6−3, 6−4               |
| Finalista | 22.  | 4 de juny de 2022      | Roland Garros                              | Terra batuda | Austin Krajicek        | Marcelo Arévalo Jean-Julien Rojer     | 7−6(4), 6−7(5), 3−6    |
| Finalista | 23.  | 7 d'agost de 2022      | Washington DC (2)                          | Dura         | Austin Krajicek        | Nick Kyrgios Jack Sock                | 5−7, 4−6               |
| Finalista | 24.  | 16 d'octubre de 2022   | Florència, Itàlia                          | Dura (i)     | Austin Krajicek        | Nicolas Mahut É. Roger-Vasselin       | 6−7(4), 3−6            |
| Guanyador | 18.  | 23 d'octubre de 2022   | Nàpols, Itàlia                             | Dura (i)     | Austin Krajicek        | Matthew Ebden John Peers              | 6−3, 1−6, [10−8]       |
| Guanyador | 19.  | 30 d'octubre de 2022   | Basilea (2)                                | Dura (i)     | Austin Krajicek        | Nicolas Mahut É. Roger-Vasselin       | 6−4, 7−6(5)            |
| Finalista | 25.  | 6 de novembre de 2022  | París (2)                                  | Dura (i)     | Austin Krajicek        | Wesley Koolhof Neal Skupski           | 6−7(5), 4−6            |
| Finalista | 26.  | 14 de gener de 2023    | Adelaida (3)                               | Dura         | Austin Krajicek        | Marcelo Arévalo Jean-Julien Rojer     | Renúncia               |
| Guanyador | 20.  | 19 de febrer de 2023   | Rotterdam (2)                              | Dura (i)     | Austin Krajicek        | Rohan Bopanna Matthew Ebden           | 7−6(5), 2−6, [12−10]   |
| Guanyador | 21.  | 16 d'abril de 2023     | Montecarlo                                 | Terra batuda | Austin Krajicek        | Romain Arneodo T-S. Weissborn         | 6−0, 4−6, [14−12]      |
| Guanyador | 22.  | 10 de juny de 2023     | Roland Garros (2)                          | Terra batuda | Austin Krajicek        | Sander Gillé Joran Vliegen            | 6−3, 6−1               |
| Guanyador | 23.  | 25 de juny de 2023     | Londres, Regne Unit                        | Gespa        | Austin Krajicek        | Taylor Fritz Jiří Lehečka             | 6−4, 6−7(5), [10−3]    |
| Finalista | 27.  | 1 de juliol de 2023    | Eastbourne, Regne Unit                     | Gespa        | Austin Krajicek        | Nikola Mektić Mate Pavić              | 4−6, 2−6               |
| Guanyador | 24.  | 8 d'octubre de 2023    | Pequín (2)                                 | Dura         | Austin Krajicek        | Wesley Koolhof Neal Skupski           | 6−7(12), 6−3, [10−5]   |
| Finalista | 28.  | 2 de març de 2024      | Dubai, Emirats Àrabs Units                 | Dura         | Austin Krajicek        | Tallon Griekspoor Jan-Lennard Struff  | 4−6, 6−4, [6−10]       |
| Finalista | 29.  | 30 de març de 2024     | Miami, Estats Units                        | Dura         | Austin Krajicek        | Rohan Bopanna Matthew Ebden           | 7−6(3), 3−6, [6−10]    |
| Finalista | 30.  | 9 de novembre de 2024  | Belgrad, Sèrbia                            | Dura (i)     | Skander Mansouri       | Jamie Murray John Peers               | 6−3, 6−7(5), [9−11]    |

### Dobles mixts: 6 (4−2)
| Resultat  | Núm. | Data                 | Torneig                     | Superfície   | Parella             | Oponents                          | Marcador            |
| --------- | ---- | -------------------- | --------------------------- | ------------ | ------------------- | --------------------------------- | ------------------- |
| Finalista | 1.   | 5 de juny de 2016    | Roland Garros, França       | Terra batuda | Sania Mirza         | Martina Hingis Leander Paes       | 6−4, 4−6, [8−10]    |
| Finalista | 2.   | 29 de gener de 2017  | Open d'Austràlia, Austràlia | Dura         | Sania Mirza         | Abigail Spears J.S. Cabal         | 2−6, 4−6            |
| Guanyador | 1.   | 10 de juny de 2018   | Roland Garros               | Terra batuda | Latisha Chan        | Gabriela Dabrowski Mate Pavić     | 6−1, 6−7(5), [10−8] |
| Guanyador | 2.   | 9 de juny de 2019    | Roland Garros (2)           | Terra batuda | Latisha Chan        | Gabriela Dabrowski Mate Pavić     | 6−1, 7−6(5)         |
| Guanyador | 3.   | 14 de juliol de 2019 | Wimbledon, Regne Unit       | Gespa        | Latisha Chan        | Jeļena Ostapenko Robert Lindstedt | 6−2, 6−3            |
| Guanyador | 4.   | 28 de gener de 2022  | Open d'Austràlia            | Dura         | Kristina Mladenovic | Jaimee Fourlis Jason Kubler       | 6−3, 6−4            |

### Equips: 2 (1−1)
| Resultat  | Núm. | Data                      | Torneig                     | Superfície       | Equip                                            | Oponents                                                                           | Marcador |
| --------- | ---- | ------------------------- | --------------------------- | ---------------- | ------------------------------------------------ | ---------------------------------------------------------------------------------- | -------- |
| Finalista | 1.   | 25 − 26 d'octubre de 2016 | Copa Davis, Zagreb, Croàcia | Dura (i)         | Marin Čilić Ivo Karlović Franko Škugor           | Federico Delbonis Leonardo Mayer Guido Pella Juan Martín del Potro                 | 2−3      |
| Guanyador | 1.   | 23 − 25 d'octubre de 2018 | Copa Davis, Lilla, França   | Terra batuda (i) | Marin Čilić Borna Ćorić Mate Pavić Franko Škugor | Jérémy Chardy Pierre-Hugues Herbert Nicolas Mahut Lucas Pouille Jo-Wilfried Tsonga | 3−1      |

## Trajectòria

### Individual
| Open d'Austràlia | A   | A           | 2R          | 2R          | 1R    | 3R          | 2R          | 2R          | 1R   | 1R  | 0 / 8     | 6 – 8     |
| Roland Garros | A   | Q2          | Q1          | 1R          | 1R    | 1R          | 1R          | 1R          | 2R   | A   | 0 / 6     | 1 – 6     |
| Wimbledon | A   | Q1          | 2R          | 1R          | 1R    | 4R          | A           | Q3          | 1R   | A   | 0 / 5     | 4 – 5     |
| US Open | A   | Q1          | 2R          | 1R          | 2R    | 3R          | 1R          | Q3          | 1R   | A   | 0 / 6     | 4 – 6     |
| Jocs Olímpics | A   | No celebrat | No celebrat | No celebrat | 1R    | No celebrat | No celebrat | No celebrat | A    | NC  | 0 / 1     | 0−1       |
| Total Victòries−Derrotes                                                                                                   | 0−1 | 2−2         | 8−7         | 26−25       | 16−26 | 33−27       | 15−23       | 8−11        | 7−16 | 3−2 | 118 – 140 | 118 – 140 |
| Rànquing a final d'any | 422 | 180         | 88          | 36          | 72    | 33          | 95          | 87          | 147  | 336 |           |           |
| Llegenda: G: Guanyador; F: Finalista; SF: Semifinalista; QF: Quarts de final; Q: Qualificació; A: Absent; RR: Round Robin; |     |             |             |             |       |             |             |             |      |     |           |           |

### Dobles masculins
| Open d'Austràlia | A   | 2R    | 1R    | 1R          | 3R          | SF          | 3R    | QF          | 1R          | 2R          | SF          | G     | 2R | 1R | 2R | 1 / 14    | 25 – 13   |
| Roland Garros | A   | 2R    | QF    | 3R          | A           | G           | SF    | QF          | 2R          | 1R          | 3R          | 2R    | F  | G  |    | 2 / 12    | 34 – 10   |
| Wimbledon | A   | 1R    | QF    | F           | A           | QF          | 3R    | 3R          | 1R          | SF          | NC          | 2R    | 3R | 2R |    | 0 / 11    | 23 – 11   |
| US Open | A   | 1R    | 3R    | SF          | SF          | 1R          | 1R    | 3R          | 3R          | 1R          | 1R          | 3R    | 2R | SF |    | 0 / 13    | 21 – 13   |
| Jocs Olímpics | NC  | NC    | QF    | No celebrat | No celebrat | No celebrat | A     | No celebrat | No celebrat | No celebrat | No celebrat | F     | NC | NC |    | 0 / 2     | 6 − 2     |
| ATP World Tour Finals | A   | A     | A     | SF          | F           | SF          | RR    | RR          | A           | RR          | A           | RR    |    |    |    | 0 / 7     | 11 − 12   |
| Total Victòries−Derrotes                                                                                                   | 1−3 | 12−18 | 29−21 | 31−25       | 30−22       | 38−16       | 32−18 | 43−23       | 34−26       | 46−27       | 16−10       | 38−26 |    |    |    | 358 – 245 | 358 – 245 |
| Rànquing a final d'any | 185 | 93    | 31    | 7           | 12          | 6           | 13    | 5           | 35          | 12          | 16          | 12    |    |    |    |           |           |
| Llegenda: G: Guanyador; F: Finalista; SF: Semifinalista; QF: Quarts de final; Q: Qualificació; A: Absent; RR: Round Robin; |     |       |       |             |             |             |       |             |             |             |             |       |    |    |    |           |           |

### Dobles mixts
| Open d'Austràlia | A           | A           | 1R          | SF | F           | A           | 1R          | QF          | 1R | G  |    | 1 / 7 | 14 – 6 |
| Roland Garros | A           | A           | A           | F  | QF          | G           | G           | NC          | 1R | 2R | 2R | 2 / 7 | 18 – 5 |
| Wimbledon | 2R          | A           | 2R          | 2R | 3R          | QF          | G           | NC          | 3R | 2R | QF | 0 / 9 | 18 – 8 |
| US Open | A           | A           | A           | 2R | 1R          | 2R          | SF          | NC          | 2R |    | 1R | 0 / 6 | 6 – 6  |
| Jocs Olímpics | No celebrat | No celebrat | No celebrat | A  | No celebrat | No celebrat | No celebrat | No celebrat | 1R | NC | NC | 0 / 1 | 0 – 1  |
| Llegenda: G: Guanyador; F: Finalista; SF: Semifinalista; QF: Quarts de final; Q: Qualificació; A: Absent; RR: Round Robin; |             |             |             |    |             |             |             |             |    |    |    |       |        |